# Смеђа палмина цибетка
Смеђа палмина цибетка (Paradoxurus jerdoni) је врста сисара из реда звери (Carnivora) и породице цибетки (Viverridae).

## Распрострањење
Индија је једино познато природно станиште врсте.

## Станиште
Смеђа палмина цибетка има станиште на копну.

## Угроженост
Ова врста није угрожена, и наведена је као последња брига јер има широко распрострањење.

### Популациони тренд
Популациони тренд је за ову врсту непознат.